# Pachrodema lucida
Pachrodema lucida är en skalbaggsart som beskrevs av Berg 1881. Pachrodema lucida ingår i släktet Pachrodema och familjen Melolonthidae. Inga underarter finns listade i Catalogue of Life.